# Joseph Eysséric
Pour les articles homonymes, voir Eysseric.
Joseph Eysséric, né le 20 novembre 1860 à Carpentras où il est mort le 3 juillet 1932, est un explorateur et un peintre français. 

## Biographie
Il est le neveu de Gustave Eysséric, ancien marin et inventeur des berlingots de Carpentras, avec lequel il effectue son premier voyage à Paris en 1876.
Il a pour maître le peintre et lithographe carpentrassien Jules Laurens ainsi que Jean-Joseph Bonaventure Laurens. Il expose au Salon des artistes français de 1887 à 1921 et y obtient une mention honorable en 1902. 
Encouragé par sa famille, il parcourt l'Europe, les États-Unis, puis accomplit un tour du monde au cours des années 1894-1895. De ses voyages, il rapporte des cartons emplis de dessins, de gouaches et d'aquarelles. Parti en Afrique, en 1897, lors d'une exploration en Côte d'Ivoire, il est fait prisonnier dans un village gouro. 

Mission Eysséric en Côte d'Ivoire (1896-1897)
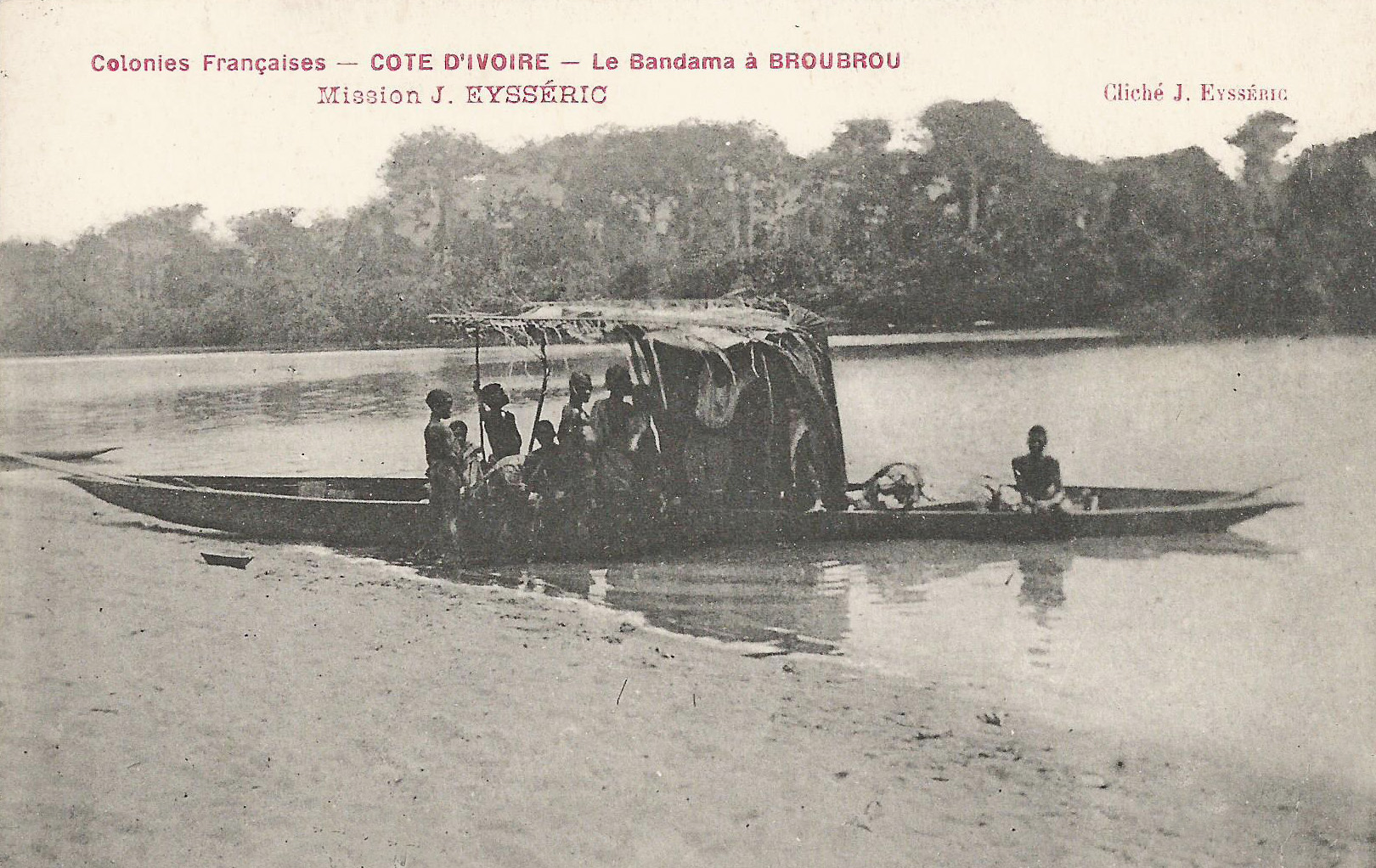
Le Bandama à Broubrou.
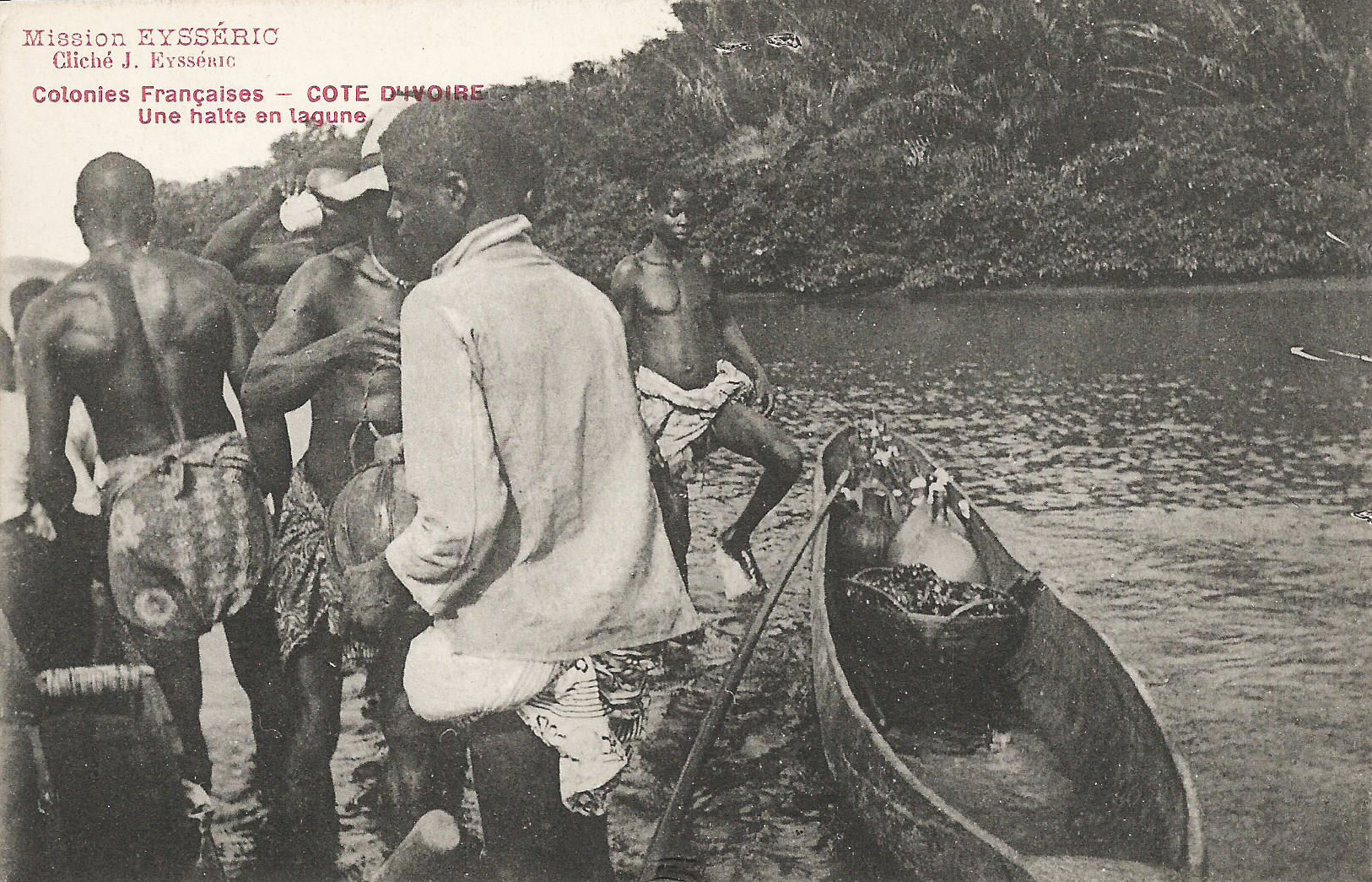
Une halte en lagune.

À sa libération, il rentre en France, et loue un atelier à Paris. Dans les années 1880, Jules Laurens lui fit connaître ses amis de « La petite Vache » et il fréquenta assidument quelques peintres avignonnais comme Paul Saïn, René Devillario, Bénoni-Auran qui le présente à Henri Matisse en 1898. Joseph Eysséric réalise alors plusieurs dessins à l'encre du Ventoux qui servent d'illustration au livre de Marius Bouvier sur l'Observatoire, présenté à l'Exposition universelle de Paris en 1890.
Il expose au Salon d'hiver de 1904 à 1920.
Le 8 avril 1902, Esséyric invite dans son atelier ses amis René Devillario et Benoît Benoni-Auran, pour recevoir Sergent et Matisse. À partir de 1907, il partage son temps entre Paris et Carpentras où il réalise plusieurs tableaux du mont Ventoux et une série d'encres reprises en cartes postales par l'éditeur Joseph Brun de Carpentras.
De nouvelles rencontres entre Maisse et Esséyric se déroulent lors des réunions de l'Association des peintres paysagistes au café de la Rotonde, la dernière a lieu à la Grenouillère le 2 juin 1920. En 1929, il se retire définitivement à Carpentras où il meurt en 1932.

## Œuvres
- « Notes sur les rapides du Yang-Tsé », dans Annales de géographie, 1895-1896, p. 522-526, [lire en ligne]
- « Côte-d'Ivoire. Exploration du Bandama », dans Annales de géographie, 1897-1898, p. 273-277, [lire en ligne]
- Rapport sur une mission scientifique à la Côte d'Ivoire, Imprimerie Nationale, Paris, 1899, [lire en ligne]
- « Exploration et captivité chez les Gouros », Le Tour du monde, 1900, p. 73-108, lire en ligne sur Gallica, [lire en ligne]

Gravure sur bois
- Soleil de minuit (Musées des beaux-arts de Carpentras)

Peintures
- Samarkand
- Mosquées
- Port de la Joliette, Marseille